# Bodowyr Burial Chamber

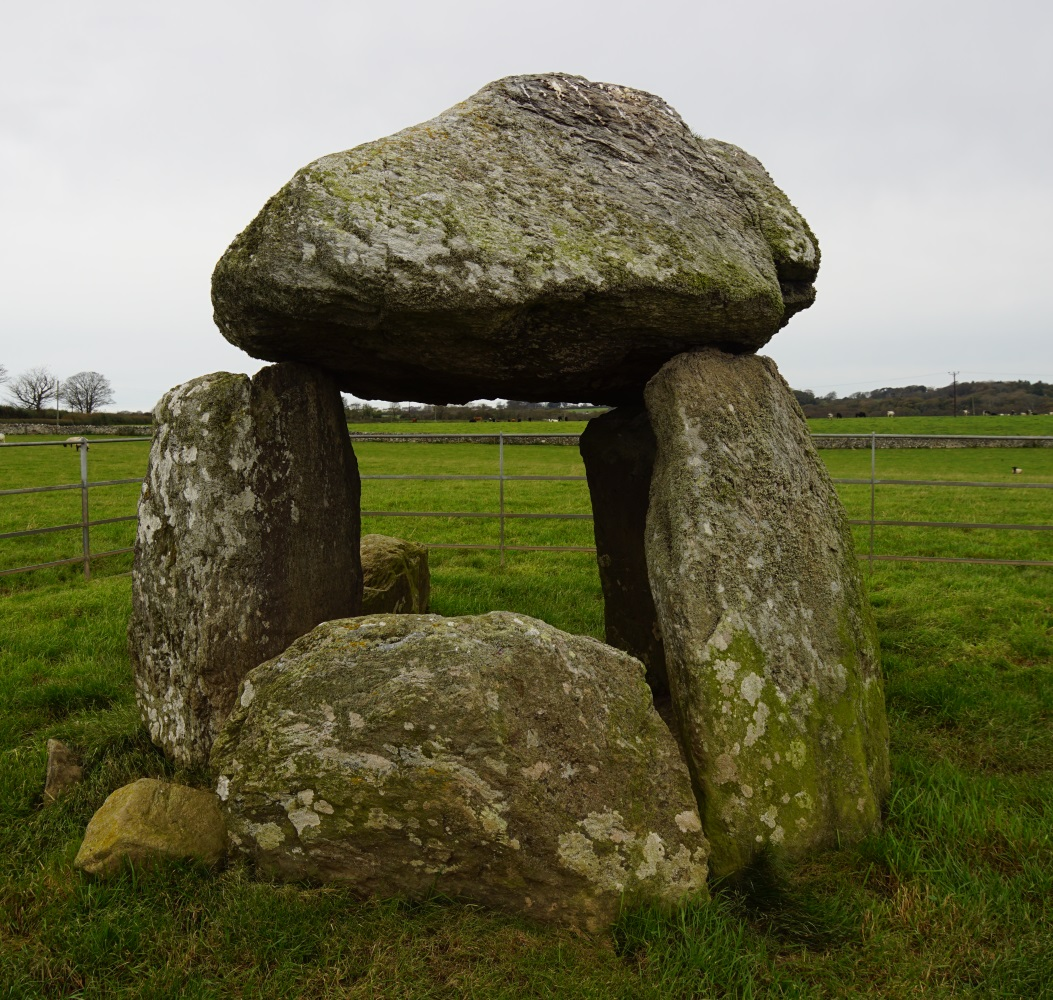
Aan de oostzijde bevond zich vermoedelijk de toegangspassage

De Bodowyr Burial Chamber (Bodowyr-grafkamer)  is een ganggraf uit het vroege neolithicum, 1,6 kilometer ten oosten van Llangaffo gelegen op Anglesey in de Welshe regio Anglesey in Groot-Brittannië.

## Periode
Van de 20 megalithische tombes die nog over zijn op Anglesey behoort de Bodowyr Burial Chamber als een ganggraf met een korte gang hoogstwaarschijnlijk tot de vroegste tombes. Bodowyr wordt gedateerd op circa 4000 voor Christus. De Bodowyr Burial Chamber is nooit archeologisch onderzocht.

## Beschrijving
Bodowyr ligt op een hoge heuvel en heeft zijn cairn en zijn gang verloren. De Bodowyr Burial Chamber bestaat uit een polygonale kamer, bestaande uit vijf rechtopstaande stenen waarvan er één is omgevallen. Deze omgevallen steen ligt aan de westzijde. 
Slechts drie van de rechtopstaande stenen ondersteunen de massieve paddenstoelvormige deksteen.  Deze deksteen is 2,4 meter lang en 1,8 meter breed. De kleine rechtopstaande steen aan de oostzijde van de kamer markeert vermoedelijk de originele plek van de toegangspassage.

## Beheer
Bodowyr Burial Chamber wordt beheerd door Cadw, net als de nabij gelegen Bryn Celli Ddu Burial Chamber.